# Eva Sadoun
Pour les articles homonymes, voir Sadoun.
Eva Sadoun, née en 1990, est une entrepreneuse et autrice française, cofondatrice de la plateforme d'investissement dans des entreprises à impact social et environnemental LITA.co, et autrice d’Une Économie à Nous (Actes Sud) et du podcast Loin des yeux loin du care spécialisé sur l’économie du care

## Biographie
Eva Sadoun naît en 1990, fille aînée de parents médecin et dentiste, originaires du Maroc et de Tunisie. Elle grandit à Paris et étudie les mathématiques à l'Université Paris-Nanterre en parallèle d'une classe préparatoire à l'École normale supérieure Paris-Saclay en économie et mathématiques (anciennement ENS Cachan). Après des expériences associatives, elle étudie à l'EM Lyon et obtient une spécialisation en finance et en mesure d'impact social. Elle part en stage six mois à Shanghai.  
En 2009, elle part travailler comme enseignante en mathématiques dans une ONG dans le domaine de l'éducation au Togo,. À son retour en France, fin 2011, elle intègre le département responsabilité sociale et environnementale des investissements d’une grande banque française. Puis elle part en Inde travailler au sein d'une plateforme de microfinance, RangDe ,,.
Elle cofonde en 2014 1001pact, une entreprise proposant une plateforme d'investissements à impact social et environnemental, qui prend en 2017 le nom de LITA.co,,, présente dans 3 pays (France, Italie, Belgique). 
Entre 2020 et mai 2023, Eva Sadoun est coprésidente du Mouvement Impact France, une organisation patronale issue du rapprochement entre Tech For Good France et le Mouvement des entrepreneurs sociaux.
Fin 2020, elle lance l'application mobile Rift, filiale du groupe LITA, qui a pour objectif de permettre aux épargnants de comprendre comment est investi leur épargne et d'en mesurer les effets sociaux et environnementaux,,.
Elle est l'une des porte-parole du collectif "Nous Sommes Demain", qui rassemble des entreprises à impact social et environnemental promouvant une économie solidaire, écologique et inclusive.
Elle est aussi administratrice de Finansol, association loi 1901 qui promeut la finance solidaire.
Ces engagements l'amènent à rédiger régulièrement des tribunes et prises de position, par exemple au moment du mouvement des Gilets jaunes, de la nomination du « French Tech 120 » par le gouvernement ou de la crise liée à la Covid-19. Elle est l'autrice d'un manifeste politique Une économie à nous, changer de regard pour redéfinir les règles du jeu (éditions Actes Sud). 
En septembre 2024 elle lance le podcast « loin des yeux, loin du care »  co-produit par Sophie-Marie Larrouy consacré à l’économie, pour partager sa vision du soin et du lien avec l’économie.

## Publications
- Éva Sadoun, Une économie à nous: changer de regard pour redéfinir les règles du jeu, Actes Sud, coll. « "Manifestes" », 2022 (ISBN 978-2-330-16030-2)